# Caucasien (anthropologie)
Pour les articles homonymes, voir Caucasien.
| Caucasoïdes :- Aryens (Européens) - Sémites - Hamites Négroïdes :- Noirs d'Afrique - Khoïsan - Mélanésiens - Negritos - Australoïdes Incertain :- Dravidiens | Mongoloïdes :- Mongols - Chinois et Indochinois - Japonais et Coréens - Tibétains - Polynésiens - Maoris - Micronésiens - Esquimaux - Américains |

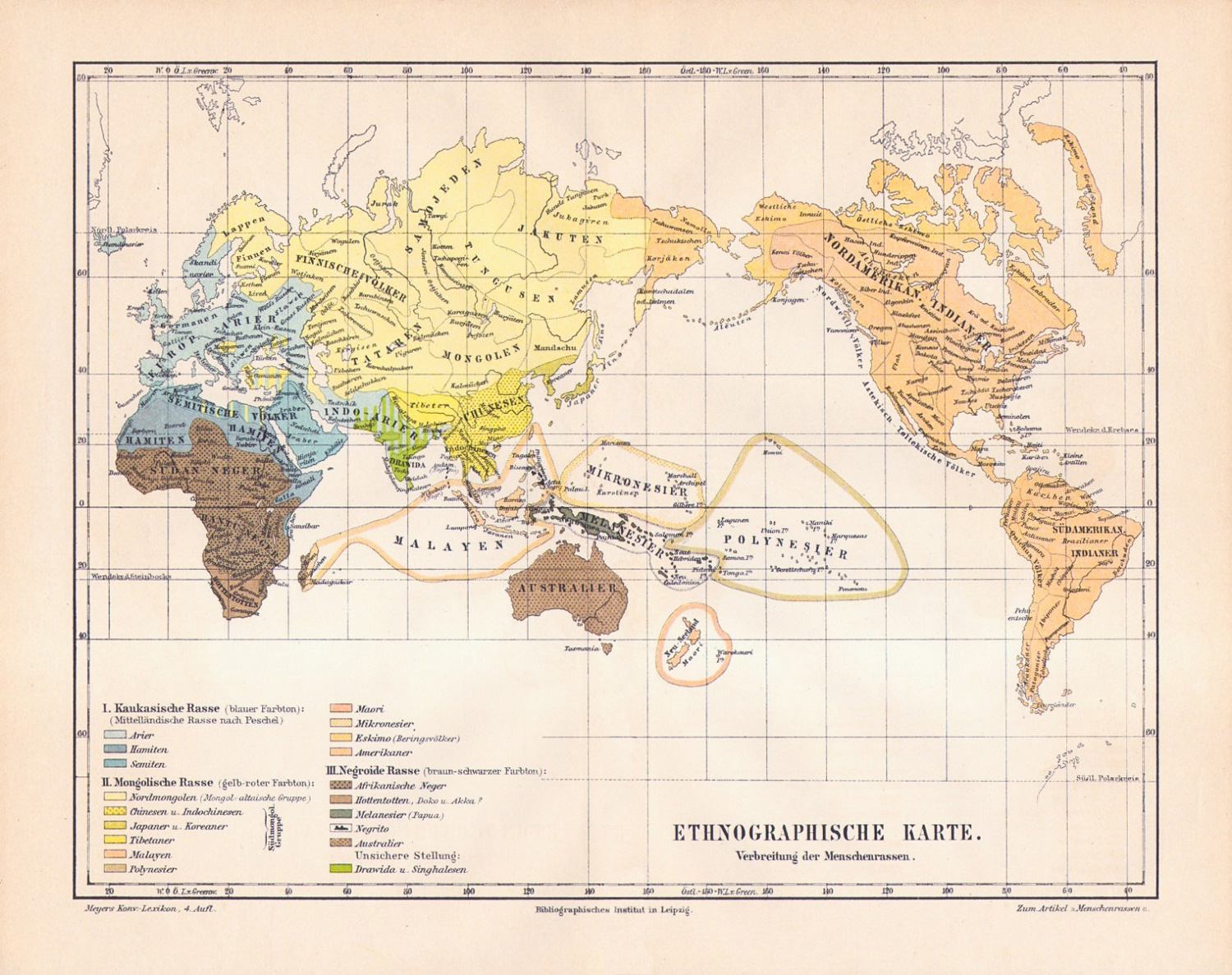
Carte ethnographique : Meyers Konversations-Lexikon, 4e édition, 1885-90, T11, p. 476.

Caucasien, caucasoïde, ou la race caucasienne, est un terme anthropologique désuet, , faisant référence à une classification raciale obsolète et scientifiquement infondée, ayant désigné un groupe humain supposé partager des caractéristiques physiques communes, notamment en termes de morphologie crânienne. Il a été employé à partir du XVIIIe siècle pour regrouper les phénotypes physiques des populations d'Europe, du Moyen-Orient, d'Afrique du Nord, de la Corne de l'Afrique, du sud de l'Asie centrale, et du nord de l'Asie du Sud.
En anthropologie physique, le mot « caucasoïde » a été utilisé comme terme générique incluant les groupes phénotypiquement similaires de ces différentes régions, en mettant l'accent sur l'anatomie du squelette, en particulier la morphologie crânienne.
Ce terme a été inventé par l’anthropologue allemand Johann Friedrich Blumenbach, qui associait les peuples originaires du Caucase (notamment la Géorgie) à un idéal esthétique et racial. Il a classé l’humanité en cinq « races », plaçant la race dite « caucasienne » au sommet d’une hiérarchie raciale pseudo-scientifique. L’usage du terme s’inscrit ainsi dans le contexte du racialisme scientifique du XIXe siècle, aujourd’hui discrédité.
Aux États-Unis, le terme « caucasien » a souvent été utilisé comme synonyme de « race blanche » ou d'Européen, parmi d'autres synonymes utilisés pour désigner les personnes d'ascendance européenne comme « caucasique » ou encore « leucoderme »,,.
La genèse du terme est intrinsèquement liée au courant de l'anthropologie physique des XIXe et XXe siècles et donc au courant racialiste de cette époque, aujourd'hui largement discrédité. Bien que le terme « caucasien » ou « caucasoïde » ait pu être utilisé dans certains contextes scientifiques anciens, sa validité est aujourd’hui remise en question par la majorité des anthropologues contemporains, en raison de son origine pseudo-scientifique et de son utilisation historiquement raciste. Il reste cependant encore employé au XXIe siècle dans quelques domaines spécifiques, notamment en anthropologie judiciaire, bien que cet usage soit de plus en plus controversé

## Historique
La division de l'humanité en sous-espèces sur des critères physiques remonterait au XVIIe siècle. Avant cette époque, les divisions, lorsqu'elles ne sont pas basées sur des critères purement culturels, reposent sur la couleur de peau et postulent que la couleur des humains est adaptée à son environnement : il n'y a donc pas de notion de sous-espèce du fait que l'être humain s'adapte à son milieu. En 1684, François Bernier publie dans le Journal des savants un article, qui divise pour la première fois l'humanité en espèces sur des critères majoritairement géographiques et physiques. L'idée de classification taxonomique de l'Homme se poursuit avec Carl von Linné qui propose quatre taxons humains. Ses critères en revanche ne sont pas physiques mais culturels, mélioratifs pour l’Homo americanus et l’Homo europaeus, péjoratifs pour l’Homo afer et l’Homo asiaticus.

### Meiners
Le terme « race caucasienne » a été inventé par le naturaliste allemand Christoph Meiners dans son ouvrage Grundriß der Geschichte der Menschheit c'est-à-dire Tableau de l'histoire de l'humanité (1785) et repris plus largement dans les années 1790 en particulier par Blumenbach, considéré comme l'un des fondateurs de l'anthropologie physique.
La race caucasienne englobait, selon Meiners, les populations autochtones de l'Europe, de l'Asie de l'Ouest (les Phéniciens, les Hébreux et les Arabes), de l'Afrique du Nord (Berbères, Égyptiens), de la Corne de l'Afrique (Habeshas, Somalis), les Indiens et les anciens Guanches,.

### Blumenbach

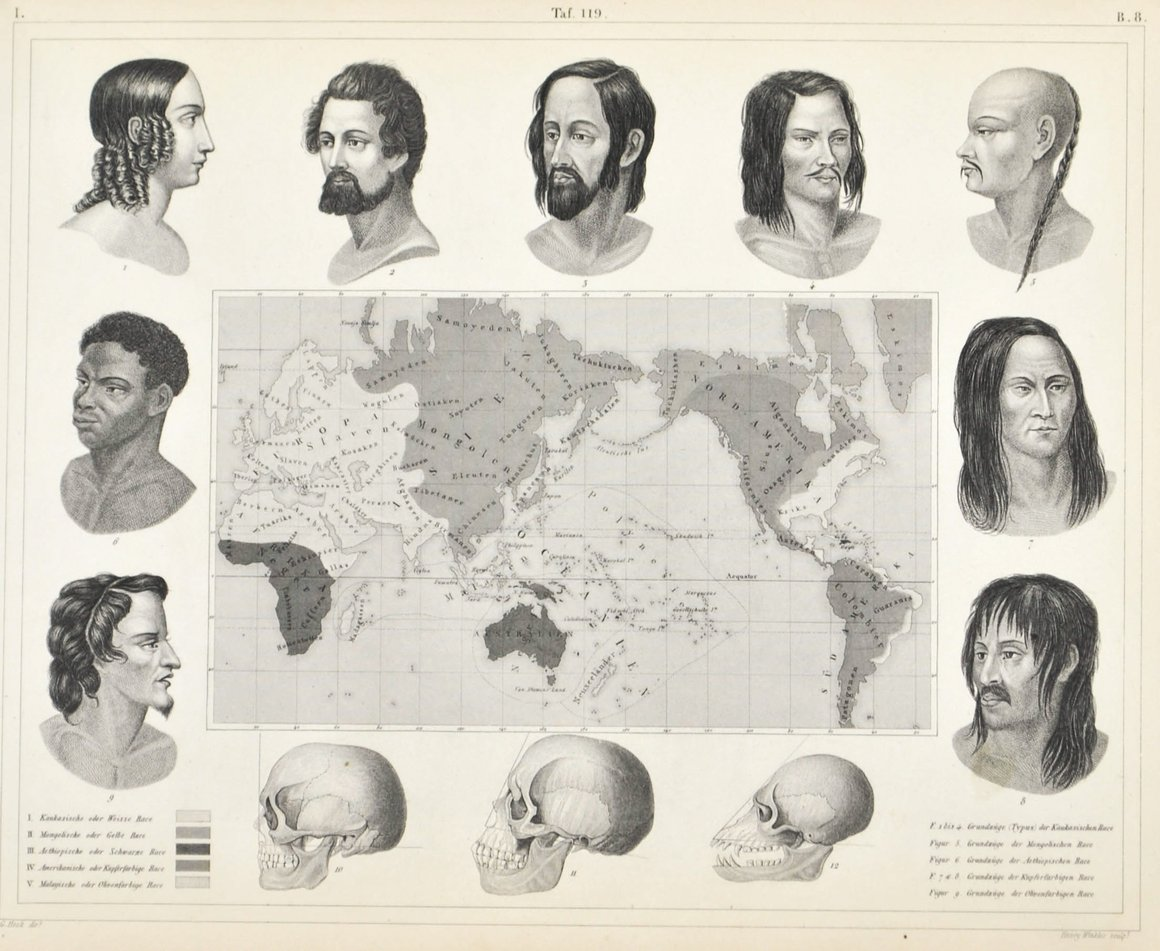
Variétés de l'humanité, carte basée sur les théories de l'anthropologue Johann Friedrich Blumenbach ; Iconographic Encyclopedia of Science, Literature and Art - 1851

C'est Johann Friedrich Blumenbach, professeur à l’Université de Göttingen, qui a donné au terme un public plus large, en le diffusant par ses études de craniologie. En étudiant un crâne féminin retrouvé en Géorgie dans la région du Caucase, il le juge archétypal de ce qu'il appelle la race caucasienne ou blanche de l'humanité. Ses subdivisions physiques reposent alors majoritairement sur la couleur de peau, séparant toutefois de la « race caucasienne » les samis et finnois tout en y englobant la partie Nord de l'Afrique et l'Asie de l'Ouest jusqu'au Gange. Dans diverses éditions de The Natural Variety of Mankind, Blumenbach commença par définir cinq races humaines basées sur la couleur de peau : la race caucasienne comme « race blanche », mongoloïde comme « race jaune », malaise comme « race brune », éthiopienne comme « race noire » et américaine comme « race rouge ».

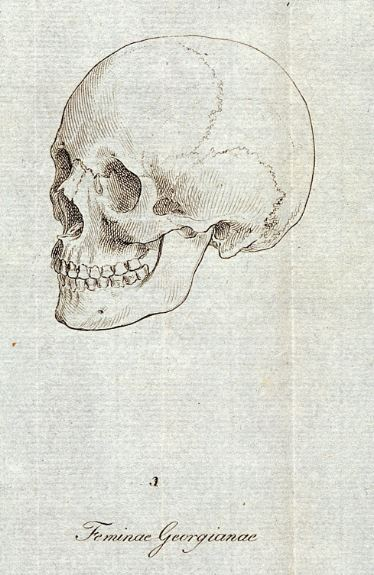
Dessin de Johann Friedrich Blumenbach d'un crâne de femme géorgienne, utilisé comme spécimen caractéristique de la « race caucasienne » dans De generis humani varietate publié en 1795.

Cependant, à partir de la 3e édition de On the Natural Variety of Mankind, Blumenbach a commencé à faire passer la couleur de peau au second plan, après avoir remarqué que les personnes plus pauvres (comme les paysans) qui travaillaient à l'extérieur voyaient leur peau devenir plus foncée avec l'exposition au soleil. il remarqua également que la peau plus foncée était une caractéristique naturelle de certaines populations européennes plus proches de la mer Méditerranée. Bien que selon lui la variété caucasienne idéalisée se distingue par un teint blanc et des joues roses ; des cheveux bruns ou châtains ; une tête subglobulaire ; un visage ovale et droit, avec des parties modérément définies ; un front lisse ; un nez étroit, souvent légèrement accroché ; et une petite bouche, Blumenbach reconnut de manière pragmatique que le teint des populations de race caucasienne pouvait varier naturellement du blanc au brun foncé. Il regroupa au sein de la race caucasienne les populations indigènes d'Europe, d'Asie occidentale, de la péninsule indienne; de l'Afrique du Nord, et vers le sud, les Maures et les habitants indigènes de la Corne de l'Afrique (Abyssins et groupes apparentés).
Il explique malgré cela que les « variétés » d'humains ne sont pas des groupes clairement divisés mais présentent une gradation. Ses descriptions, quoique généralement factuelles à propos des crânes étudiés, montrent un biais clair envers le crâne géorgien dont il loue l'élégance.
De la race « Caucasia », il dit ainsi :
« In universum ea vultus specie quam ex nostratium de symmetria judicio maxime venustam et formosam censemus. »
— J. F. Blumenbach, (la) De generis humani varietate nativa, p. 289

« De manière générale, nous pensons que la symétrie de la figure [caucasienne] est la plus élégante et belle. »
— (la) De generis humani varietate nativa, p. 289
La position de Blumenbach est — en décalage avec son époque — celle d'un monogénisme plaçant les humains à peau blanche comme l'origine de l'humanité, à partir de l'hypothèse qu'il est possible à la peau de se foncer avec le climat, mais qu'une peau noire à l'origine ne pourrait blanchir. En outre, ses découvertes sont pour lui l'occasion de prouver que les humains sont une seule et même espèce et que les races sont égales dès lors qu'elles sont égales en opportunités.
Le mot caucasien entre dès lors progressivement dans le vocabulaire français commun, et finit par faire son apparition en littérature dans les années 1850 à 1860 puis dans le Littré dès 1863. Le terme « Europoïde » est inventé par l'anthropologue physique George Montandon, qui propose la division de l'humanité en huit « grand'races », dont la grand'race europoïde, puis une subdivision en vingt races.

### Coon
L'anthropologue américain Carleton Coon, professeur d'anthropologie aux universités de Pennsylvanie et de Harvard, cherche à analyser les caractéristiques des races humaines. Il publie en 1939 The Races of Europe, sous le même titre qu'un ouvrage antérieur de William Z. Ripley (1899). Il y tire les conclusions suivantes :
- La race caucasoïde est de double origine : des peuples du paléolithique supérieur (mélange d'Homo sapiens et de Néandertal) et des méditerranéens (purement Homo sapiens).
- Les peuples du paléolithique supérieur sont les peuples autochtones de l'Europe.
- Les Méditerranéens ont envahi l'Europe en grand nombre pendant le Néolithique et s'y sont installés.
- La composition raciale de l'Europe actuelle peut s'expliquer par un mélange de survivants du paléolithique supérieur et de méditerranéens.
- La race Caucasoïde s'étend bien au-delà de l'Europe vers le Moyen-Orient, l'Asie centrale, l'Asie du Sud, l'Afrique du Nord et la Corne de l'Afrique[22].

| Distribution des cinq races (ou sous-espèces) humaines d'après Carleton Coon |             | Caucasoïde |  |
| Distribution des cinq races (ou sous-espèces) humaines d'après Carleton Coon | Congoïde    |            |  |
| Distribution des cinq races (ou sous-espèces) humaines d'après Carleton Coon | Capoïde     |            |  |
| Distribution des cinq races (ou sous-espèces) humaines d'après Carleton Coon | Mongoloïde  |            |  |
| Distribution des cinq races (ou sous-espèces) humaines d'après Carleton Coon | Australoïde |            |  |

En 1965, il publie avec Edward Hunt The Living Races of Man.

## Sous-groupes caucasiens
Considérés comme une des grandes races au côté de la race négroïde et de la race mongoloïde, les caucasiens ont été longtemps divisés en trois groupes pour des raisons linguistiques :
- Les aryens : peuples de langues indo-européennes
- Les sémites : peuples de langues sémitiques
- Les hamites : peuples de langues berbères et couchitiques, ainsi que les peuples parlant des variantes de l'égyptien ancien[23].

Catalan : type ibère
Danois : type nordique
Tadjik, type alpin
Afghan : type iranien
Bisharin : type hamitique
Indien : type aryen
Irlandais : type méditerranéen
Armenien, type arménoïde

La classification des sous-races dépend fortement de l'auteur mais les caucasiens étaient généralement divisés en :
- Sous-race alpine : Français, Italiens du Nord, Suisses et autres descendants des celtes
- Sous-race nordique : peuples scandinaves, germaniques et slaves
- Sous-race arménoïde : Turcs d'Anatolie, Arabes du Levant, Iraniens de l'Ouest, Arméniens, Azéris, Kurdes, Juifs mizrahim
- Sous-race dinarique : Autrichiens, peuples des Balkans, Bulgares, et certains Turcs, considérés comme intermédiaires entre les nordiques et les arménoïdes
- Sous-race atlantide intermédiaire entre les méditerranéens et les nordiques
- Sous-race méditerranéenne : Européens du Sud, Levantins, berbères du nord, certains Britanniques
- Sous-race hamite : Berbères du Sud, Égyptiens ancien, Habeshas, Bejas, Somalis et autres peuples couchitiques
- Sous-race arabide : Bédouins arabes, Juifs yéménites
- Sous-race iranide : Iraniens de l'Est, Baloutches, Pachtounes et certains Pakistanais
- Sous-race touranide : Géorgiens, Tchétchènes et certains peuples turcs non mongoloïde

Selon Aleš Hrdlička, la « race caucasienne » était composée de cinq sous-groupes : les « Nordiques », les « Alpins », les « Mediterranéens », les « Sémites » et les « Hamites ».

## Utilisation auXXIesiècle
Dès la fin du XXe siècle, il apparaît qu'il n'existe pas de consensus dans la communauté scientifique sur la pertinence de la notion de race. Il n'existe pas non plus de consensus au XXIe siècle parmi les anthropologues physiques qui continuent d'utiliser cette notion sur le nombre de races ou leur répartition géographique.
Les expertises médico-légales, notamment aux États-Unis, utilisent la subdivision en trois grands groupes raciaux pour décrire certaines caractéristiques morphologiques aisément reconnaissables. Ainsi à partir des restes, notamment du crâne, on peut déduire le grand groupe dans lequel le cadavre se situe. Le crâne caucasoïde se reconnaît par exemple par sa longueur plus courte en moyenne que les autres groupes ou son palais en forme de V.
Les enquêtes devant naturellement s'orienter selon des critères reconnaissables et reconnus par la majorité de la population, l'anthropologie judiciaire va donc baser certains critères raciaux sur des catégories communément reconnaissables telles que blanc, noir, asiatique, amérindien, etc. Le consensus en science forensique donne six races géographiques dont les blancs ou caucasoïdes d'Europe, d'Asie de l'Ouest et d'Afrique du Nord, là où le livre de référence en matière d'ostéologie humaine en donne trois (caucasoïdes, négroïdes et mongoloïdes) et les éditions les plus récentes et les plus vendues sont passées à des termes plus neutres historiquement (c'est-à-dire blancs, noirs, asiatiques, amérindiens).
Blanc (caucasien) était notamment le qualificatif employé dans les fichiers de suspects de la police française. En 1950, le premier fichier manuel classait les suspects sur douze catégories : « blanc (caucasien), méditerranéen, gitan, moyen-oriental, nord-africain-maghrébin, asiatique-eurasien, amérindien, indien (Inde), métis-mulâtre, polynésien et mélanésien-canaque ». Le STIC (système de traitement des infractions constatées) contient depuis sa création une partie de fichage ethno-racial.
Le terme de caucasien pour désigner les personnes à peau blanche est tombé en désuétude en France et au Québec.

## Caractéristiques europoïdes

### Anthropologie physique

Crâne de femme caucasoïde.

Selon la théorie de l'angle facial de Petrus Camper, les traits caucasiens pouvaient être reconnus par une mince ouverture nasale, des lèvres plutôt fines et un angle facial de 90-100°. Les anthropologues des derniers siècles tels que Pritchard, Pickering, Broca, Topinard, Morton, Peschel, Seligman, Bean, Ripley, Haddon ou encore Dixon sont venus à l'idée de reconnaître d'autres traits caucasiens comme l'arcade sourcilière proéminente. La couleur de peau chez les caucasiens varie grandement de blanc pâle, blanc rosé, olive, jusqu'à des teintes plus foncées.

### Génétique
Selon le généticien David Reich, professeur à la Harvard Medical School, d'après les études réalisées sur l'ADN ancien depuis les années 2010, les « Blancs » ne seraient pas une population existant depuis des temps immémoriaux, mais seraient issus d'un mélange de quatre populations anciennes qui auraient vécu il y a 10 000 ans et auraient été aussi différentes les unes des autres que les Européens et les Asiatiques de l'Est d'aujourd'hui.

## Paléoanthropologie
La paléoanthropologie, qui exploite les données issues des squelettes fossiles, permet parfois de relever des différences morphologiques entre populations d'Homo sapiens, et de reconstituer les grands mouvements migratoires qui sont à leur source.
L'étude paléontologique des squelettes montrerait par exemple sur le territoire actuel de l'Inde il y a 15 000 à 10 000 ans un mélange d'europoïdes avec les populations autochtones.